# Horní Libochová
Horní Libochová (in tedesco Ober Libochau) è un comune ceco situato nel distretto di Žďár nad Sázavou, nella regione di Vysočina.